# Countrylink
Countrylink, formellt CountryLink, var en fjärrtågoperatör baserad i den australiska delstaten New South Wales. Tillsammans med Countrylinks egen tågtrafik beställs busstrafik från olika bussentreprenörer, detta gav Countrylink ett nät som omfattade tre australiska delstater och ett australiskt territorium samt hade 365 stationer och hållplatser. 

Diagram som visar antalet passagerare på countrylinknätet mellan 1990 och 2010.

Antalet passagerare på Countrylink har minskat under 2000-talet från 2,4 miljoner år 1999-2000 till 1,79 miljoner år 2009-2010, trots att antalet hållplatser har ökats från 334 år 1997 till 365 år 2010.

## Countrylinks nät

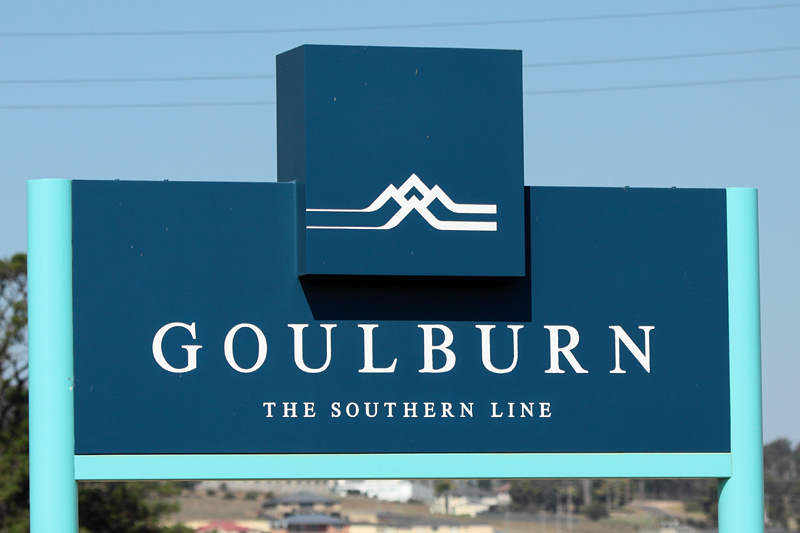
En stationskylt på Goulburn station som ligger i södra regionen.

Countrylinknätet var avdelat i fyra regioner, North Coast (Nordkust), North West (Nordväst), Western (Västra) samt Southern (Södra).

### Nordkustregionen
Nordkustregionen, omfattande ett område utmed Australiens ostkust norr om Sydney, har bara en tåglinje, från Sydney till delstaten Queenslands huvudstad Brisbane. Det gick tre turer i vardera riktning varje dag på denna linje, dock gick endast en till och från Brisbane, av de andra två var en till och från Casino och den tredje till och från Grafton. I april 2004 annonserade delstatsregeringen att CountryLink skulle sluta köra tåg mellan Casino och Murwillumbah och att tågen skulle ersättas med bussar för att det skulle kosta 188 miljoner australiska dollar (drygt 1 miljard svenska kronor) för att utföra underhållsarbete och byta ut träbroar på banan mellan Casino och Murwillumbah under de kommande 20 åren (motsvarar 9,4 miljoner australiska dollar per år - drygt 50 miljoner svenska kronor per år).

### Nordväst
Nordvästregionen har två tåglinjer, med en avgång i vardera riktningen per dag, mellan Sydney och Armidale samt mellan Sydney och Moree (banorna har gemensamt spår fram till Werris Creek, där de förgrenar sig). I denna region körs bussar mellan Moree Town och Grafton (i nordkustregionen), Narrabri och Burren Junction, Walcha Road och Walcha, Amridale och Tenterfield, Amridale och Inverell samt mellan Tamworth och Inverell.

### Västra
Västra regionen har två tåglinjer, den från Sydney till Dubbo med endast en tur i vardera riktning varje dag samt en från Sydney till Broken Hill (en gång i veckan i varje riktning).

### Södra
Södra regionen har tre olika tåglinjer, en till Australiens huvudstad Canberra (två eller tre turer i vardera riktning varje dag bestående av Xplorertåg), en till inlandsstaden Griffith (bara en avgång i veckan, körs med ett Xplorertåg) samt en till delstaten Victorias huvudstad Melbourne (två turer i vardera riktningen varje dag, körs med XPT), alla avgår från Sydneys centralstation.
Det var på linjen mellan Sydney och Canberra som svenska X 2000 provades av CountryLink.

## Countrylinks fordonsflotta
Countrylink kör två olika typer av dieseltåg, snabbtåget XPT (förkortning av eXpress Passenger Train), som är baserat på Storbritanniens High Speed Train och dieselmotorvagnståg av typen Xplorer.

### XPT

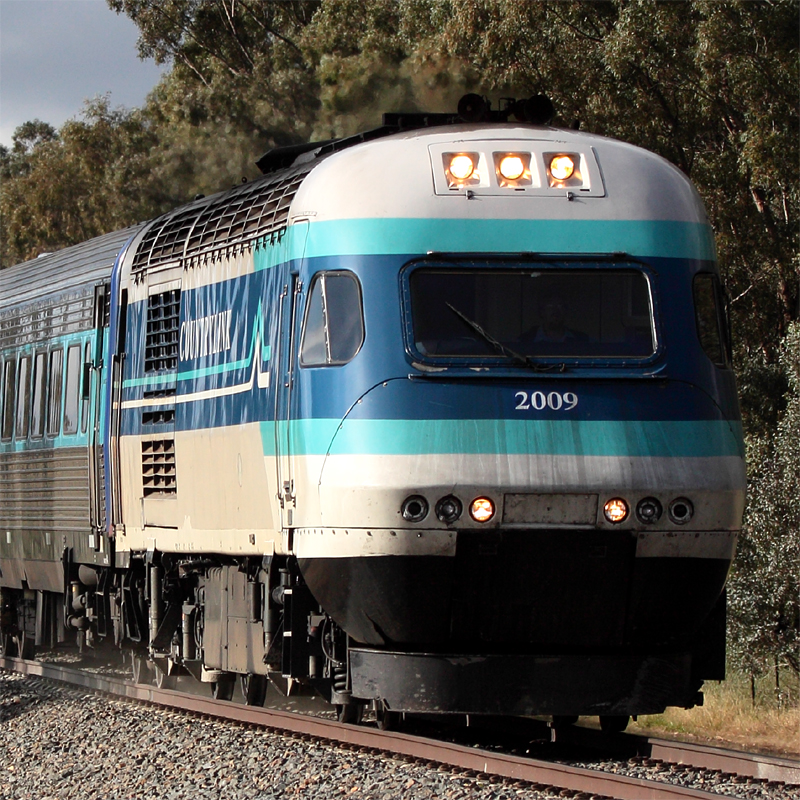
XPT-drivenheten XP2009.

XPT brukar består av två drivenheter (1492 kW / 2000 hästkraftar vardera) och mellan fyra och åtta (vanligaste är fem - sju) vagnar. Det är möjligt att köra med bara en drivenhet, vid behov. XPT:s högsta tillåtna hastighet är 160km/timme.

XPT-flottan utökades mellan 1992 och 1993, då fyra nya drivenheter och 13 nya vagnar byggdes av ASEA Brown Boveri. Dessa nya fordon byggdes efter att delstatsregeringerna i New South Wales och Victoria kommit överens om att ersätta loktågen Sydney/Melbourne Express och Intercapital Daylight med XPT.
| Typ       | Namn (på engelska)    | Littera (kod) | Tillverkare              | Tillverkningsår | Vikt (ton) | Längd (kopplad - m) | Bredd (m) | Sittplatser                    | Antal i flottan |
| --------- | --------------------- | ------------- | ------------------------ | --------------- | ---------- | ------------------- | --------- | ------------------------------ | --------------- |
| Drivenhet | Power car             | XP            | Commonwealth Engineering | Cirka 1982      | 76         | 17,4                | 2,89      | Ej tillämpligt                 | 15              |
| Drivenhet | Power car             | XP            | ASEA Brown Boveri        | 1992-1993       | 76         | 17,4                | 2,89      | Ej tillämpligt                 | 4               |
| Sovvagn   | Sleeping car          | XAM           | Commonwealth Engineering | 1992-1993       | 48,3       | 24,2                | 2,91      | 18 sovplatser / 27 sittplatser | 8               |
| Sittvagn  | 1st class sitting car | XL            | Commonwealth Engineering | Cirka 1982      | 40,1       | 24,2                | 2,91      | 56 (1 klass)                   | Okänt           |
| Sittvagn  | 1st class sitting car | XL            | ABB Transportation       | 1992-1993       | 39,6       | 24,2                | 2,91      | 56 (1 klass)                   | Okänt           |
| Buffévagn | 1st class buffet car  | XBR           | Commonwealth Engineering | Cirka 1982      | 43,6       | 24,2                | 2,91      | 21 (1 klass)                   | 9               |
| Sittvagn  | 2nd class sitting car | XF            | Commonwealth Engineering | Cirka 1982      | 41,6       | 24,2                | 2,91      | 68 (2 klass)                   | 25              |
| Sittvagn  | 2nd class baggage car | XFH           | Commonwealth Engineering | Cirka 1982      | 40,1       | 24,2                | 2,91      | 52 (2 klass)                   | 9               |

#### Förbindelser och restider med XPT
| Destination               | Restid          | Sträcka | Medelhastighet | Antal per dag per riktning |
| ------------------------- | --------------- | ------- | -------------- | -------------------------- |
| Sydney–Melbourne dagsljus | 11 tim. 13 min. | 950 km  | 85 km/t        | 1                          |
| Sydney–Melbourne övernatt | 10 tim. 55 min. | 950 km  | 87 km/t        | 1                          |
| Sydney–Dubbo              | 6 tim. 30 min.  | 462 km  | 71 km/t        | 1                          |
| Sydney–Grafton            | 10 tim. 35 min. | 695 km  | 66 km/t        | 1                          |
| Sydney–Casino             | 11 tim. 29 min. | 805 km  | 70 km/t        | 1                          |
| Sydney–Brisbane           | 14 tim. 18 min. | 988 km  | 69 km/h        | 1                          |

#### Olyckor
Bortsett från plankorsningsolyckor har XPT tågen varit inblandade i relativt få allvarliga olyckor.

Den 9 februari 2006 spårade ett hjul på XPT-drivenheten XP2001 ur mellan Demondrille och Harden (på södra stambanan). Under bärgning av drivenheten (i ett tåg från Melbourne) upptäcktes det att urspårningen hade orsakats av ett axelbrott och ett förbud mot trafik med XPT infördes omedelbart. Axelbrottet självt hade orsakats av en utmattningspricka som inte upptäcktes under vanliga undersökningar av axeln. Förbudet hävdes stegvis mellan 16 februari och mars 2006 i takt med att alla XPT-axlar granskades (och vid behov ersattes). Granskningarna upptäckte ytterligare åtta axlar som kunde varit på väg att gå sönder.

Den 5 maj 2010 inblandades ett XPT på en Sydney - Dubbo färd i en dödsolycka i Newbridge när det krockade med en spårgående traktorgrävare. Traktorgrävarens förare omkom.

### Xplorer Cars
År 1991 skrevs ett avtal med ASEA Brown Boveri Australia för att bygga nya dieselmotorvagnar. Dessa fordon, som då hette Explorer skulle baseras på en australisk design, det var dock möjligt att en design baserad på danska IC3 kunde valts.

Xplorertåg brukar består av mellan 2 och 7 vagnar, vanligaste är dock 3 eller 4 vagnar. Xplorertåg får inte köras fortare än 145km/t.
| Typ             | Namn (på engelska)                   | Kraftkälla  | Littera (kod) | Tillverkare | Tillverkningsår | Vikt (ton) | Längd (kopplad - m) | Bredd (m) | Sittplatser  | Antal i flottan | Övrigt                            |
| --------------- | ------------------------------------ | ----------- | ------------- | ----------- | --------------- | ---------- | ------------------- | --------- | ------------ | --------------- | --------------------------------- |
| Dieselmotorvagn | Motor car (with buffet)              | Dieselmotor | EA            | ABB         | Cirka 1993      | 58         | 25,3                | 2,9       | 42 (1 klass) | 8               | Dieselmotorvagn med buffé         |
| Dieselmotorvagn | Motor car                            | Dieselmotor | EB            | ABB         | Cirka 1993      | 58         | 24,7                | 2,9       | 66 (2 klass) | 7               | Ingen förarhytt                   |
| Dieselmotorvagn | Motor car (with baggage compartment) | Dieselmotor | EC            | ABB         | Cirka 1993      | 57         | 25,3                | 2,9       | 50 (2 klass) | 8               | Dieselmotorvagn med bagageutrymme |

#### Förbindelser och restider med Xplorer
| Destination            | Restid          | Sträcka | Medelhastighet | Övrigt                                                               |
| ---------------------- | --------------- | ------- | -------------- | -------------------------------------------------------------------- |
| Sydney–Canberra morgon | 4 tim. 25 min.  | 326 km  | 74 km/t        | 1 per dag per riktning. (6 minuter snabbare på helger)               |
| Sydney–Canberra middag | 4 tim. 20 min.  | 326 km  | 75 km/t        | 1 per dag per riktning.                                              |
| Sydney–Canberra kväll  | 4 tim. 18 min.  | 326 km  | 76 km/t        | Endast måndagar, onsdagar, fredagar och söndagar (vardera riktning). |
| Sydney–Griffith        | 8 tim. 59 min.  | 657 km  | 73 km/t        | Till Griffith på lördagar, till Sydney på söndagar.                  |
| Sydney–Broken Hill     | 13 tim. 20 min. | 1125 km | 84 km/t        | Till Broken Hill på måndagar, till Sydney på tisdagar.               |
| Sydney–Armidale        | 8 tim. 15 min.  | 579 km  | 70 km/t        | 1 per dag per riktning.                                              |
| Sydney–Moree           | 8 tim. 43 min.  | 656 km  | 75 km/t        | 1 per dag per riktning.                                              |